# Igor Štohl
Igor Štohl (ur. 27 września 1964 w Bratysławie) – słowacki szachista i trener szachowy (FIDE Senior Trainer od 2012), arcymistrz od 1992 roku.

## Kariera szachowa
W szachy nauczył się grać w wieku 10 lat. W 1982 zdobył w Kopenhadze tytuł wicemistrza świata juniorów (złoty medal zdobył wówczas Andriej Sokołow), natomiast dwa lata później triumfował w mistrzostwach Słowacji. W 1990 wystąpił w Manili w turnieju międzystrefowym, zajmując w stawce 64 zawodników XXIV miejsce. W tym samym roku zadebiutował w drużynie Czechosłowacji na szachowej olimpiadzie w Nowym Sadzie. Do roku 2006 w turniejach olimpijskich brał udział łącznie 5 razy (w roku 1992 reprezentując Czechosłowację, a od 1994 – Słowację). Był również czterokrotnym uczestnikiem drużynowych mistrzostw Europy (w latach 1989 – 2001).
Odniósł szereg indywidualnych sukcesów na arenie międzynarodowej, m.in.:
- dz. I m. w Trnawie (1983, turniej B, wspólnie z Karelem Mokrym i Jozefem Franzenem(inne języki)),
- I m. w Starym Smokowcu – dwukrotnie (1986 i 1988),
- I m. w Hradec Králové (1988),
- I m. w Vrnjačkiej Banji (1989),
- dz. II m. w Rymawskiej Sobocie (za Wiktorem Kupjeczykiem, wspólnie z Karelem Mokrym),
- dz. I m. w Dortmundzie (turniej Dortmunder Schachtage, wspólnie z Aleksandrem Czerninem)
- II m. w Rimavskiej Sobocie (1991, za Symbatem Lyputianem),
- dz. II m. w Pradze (1992, za Williamem Watsonem, wspólnie z Romualdem Mainką i Jurijem Razuwajewem),
- dz. II m. w Mladej Boleslav (1993, za Witalijem Hołodem, wspólnie z Giorgim Kaczeiszwilim),
- I m. w Vinkovci (1995),
- II m. w Pradze (1996, za Ulfem Anderssonem),
- I m. w Stavangerze (1998),
- dz. I m. w Preszowie (1999, wspólnie z Konstantinem Czernyszwoem i Ľubomírem Ftáčnikiem).

Najwyższy ranking w karierze osiągnął 1 lipca 1999 r., z wynikiem 2600 punktów dzielił wówczas 82-86. miejsce na świecie, jednocześnie zajmując 1. miejsce wśród słowackich szachistów.
Jest stałym współpracownikiem firmy ChessBase, brał m.in. udział w opracowaniu monografii Emanuela Laskera. Wydał również kilka szachowych książek, w tym dwie poświęcone karierze Garriego Kasparowa.